# GPN1
GPN1 (англ. GPN-loop GTPase 1) – білок, який кодується однойменним геном, розташованим у людей на 2-й хромосомі. Довжина поліпептидного ланцюга білка становить 374 амінокислот, а молекулярна маса — 41 740.
| 10         |  | 20         |  | 30         |  | 40         |  | 50         |
| ---------- |  | ---------- |  | ---------- |  | ---------- |  | ---------- |
| MAASAAAAEL |  | QASGGPRHPV |  | CLLVLGMAGS |  | GKTTFVQRLT |  | GHLHAQGTPP |
| YVINLDPAVH |  | EVPFPANIDI |  | RDTVKYKEVM |  | KQYGLGPNGG |  | IVTSLNLFAT |
| RFDQVMKFIE |  | KAQNMSKYVL |  | IDTPGQIEVF |  | TWSASGTIIT |  | EALASSFPTV |
| VIYVMDTSRS |  | TNPVTFMSNM |  | LYACSILYKT |  | KLPFIVVMNK |  | TDIIDHSFAV |
| EWMQDFEAFQ |  | DALNQETTYV |  | SNLTRSMSLV |  | LDEFYSSLRV |  | VGVSAVLGTG |
| LDELFVQVTS |  | AAEEYEREYR |  | PEYERLKKSL |  | ANAESQQQRE |  | QLERLRKDMG |
| SVALDAGTAK |  | DSLSPVLHPS |  | DLILTRGTLD |  | EEDEEADSDT |  | DDIDHRVTEE |
| SHEEPAFQNF |  | MQESMAQYWK |  | RNNK       |  |            |  |            |

A: Аланін

C: Цистеїн

D: Аспарагінова кислота

E: Глутамінова кислота

F: Фенілаланін

G: Гліцин

H: Гістидин

I: Ізолейцин

K: Лізин

L: Лейцин

M: Метіонін

N: Аспарагін

P: Пролін

Q: Глутамін

R: Аргінін

S: Серин

T: Треонін

V: Валін

W: Триптофан

Кодований геном білок за функціями належить до гідролаз, фосфопротеїнів. 
Задіяний у таких біологічних процесах, як ацетилювання, альтернативний сплайсинг. 
Білок має сайт для зв'язування з нуклеотидами, ГТФ. 
Локалізований у цитоплазмі, ядрі.